# František Čermák
František Čermák (ur. 14 listopada 1976 w Valticach) – czeski tenisista, zwycięzca French Open 2013 w grze mieszanej, reprezentant w Pucharze Davisa, zwycięzca French Open 2013 w grze mieszanej.

## Kariera tenisowa
Zawodowym tenisistą był w latach 1998–2016. Specjalizował się w grze podwójnej, zwyciężając w 31 turniejach rangi ATP World Tour. Ponadto Čermák grał w 24 finałach, w których został pokonany.
W grze mieszanej Čermák wygrał 1 turniej wielkoszlemowy, French Open 2013 wspólnie z Lucie Hradecką. W tym samym roku doszedł również z Hradecką do finału Australian Open.
W 2005 roku reprezentował swój kraj w meczu Pucharu Davisa przeciwko Niemcom w pierwszej rundzie grupy światowej (gra podwójna). Partnerem deblowym Čermáka był Leoš Friedl. Brał udział w 1 i 2 rundzie rozgrywek w 2012 roku, kiedy reprezentacja Czech osiągnęła zwycięstwo.
Najwyżej sklasyfikowany w rankingu deblistów był w lutym 2010 roku na 14. miejscu, natomiast w zestawieniu singlistów w październiku 2003 roku zajmował 201. pozycję.

### Finały w turniejach ATP World Tour
| Legenda                                      |
| -------------------------------------------- |
| Wielki Szlem                                 |
| Igrzyska olimpijskie                         |
| Tennis Masters Cup / ATP Finals              |
| ATP Masters Series / ATP Tour Masters 1000   |
| ATP International Series Gold / ATP Tour 500 |
| ATP International Series / ATP Tour 250      |

#### Gra mieszana (1–1)
| Końcowy wynik | Nr | Data             | Turniej                    | Nawierzchnia | Partnerka      | Przeciwnicy                       | Wynik finału   |
| ------------- | -- | ---------------- | -------------------------- | ------------ | -------------- | --------------------------------- | -------------- |
| Finalista     | 1. | 27 stycznia 2013 | Australian Open, Melbourne | Twarda       | Lucie Hradecká | Jarmila Gajdošová Matthew Ebden   | 3:6, 5:7       |
| Zwycięzca     | 1. | 6 czerwca 2013   | French Open, Paryż         | Ceglana      | Lucie Hradecká | Kristina Mladenovic Daniel Nestor | 6:1, 4:6, 10–6 |

#### Gra podwójna (31–24)
| Końcowy wynik | Nr  | Data                 | Turniej          | Nawierzchnia    | Partner           | Przeciwnicy                              | Wynik finału        |
| ------------- | --- | -------------------- | ---------------- | --------------- | ----------------- | ---------------------------------------- | ------------------- |
| Zwycięzca     | 1.  | 21 lipca 2002        | Umag             | Ceglana         | Julian Knowle     | Albert Portas Fernando Vicente           | 6:4, 6:4            |
| Zwycięzca     | 2.  | 28 lipca 2002        | Sopot            | Ceglana         | Leoš Friedl       | Jeff Coetzee Nathan Healey               | 7:5, 7:5            |
| Finalista     | 1.  | 29 września 2002     | Palermo          | Ceglana         | Leoš Friedl       | Lucas Arnold Ker Luis Lobo               | 4:6, 6:4, 2:6       |
| Finalista     | 2.  | 5 stycznia 2003      | Ćennaj           | Twarda          | Leoš Friedl       | Julian Knowle Michael Kohlmann           | 6:7(1), 6:7(3)      |
| Finalista     | 3.  | 16 lutego 2003       | Viña del Mar     | Twarda          | Leoš Friedl       | Agustín Calleri Mariano Hood             | 3:6, 6:1, 4:6       |
| Zwycięzca     | 3.  | 13 kwietnia 2003     | Casablanca       | Ceglana         | Leoš Friedl       | Devin Bowen Ashley Fisher                | 6:3, 7:5            |
| Finalista     | 4.  | 13 lipca 2003        | Gstaad           | Ceglana         | Leoš Friedl       | Leander Paes David Rikl                  | 3:6, 3:6            |
| Finalista     | 5.  | 3 sierpnia 2003      | Sopot            | Ceglana         | Leoš Friedl       | Mariusz Fyrstenberg Marcin Matkowski     | 4:6, 7:6(7), 3:6    |
| Finalista     | 6.  | 28 września 2003     | Palermo          | Ceglana         | Leoš Friedl       | Lucas Arnold Ker Mariano Hood            | 6:7(6), 7:6(3), 4:6 |
| Finalista     | 7.  | 18 kwietnia 2004     | Estoril          | Ceglana         | Leoš Friedl       | Juan Ignacio Chela Gastón Gaudio         | 2:6, 1:6            |
| Zwycięzca     | 4.  | 25 lipca 2004        | Kitzbühel        | Ceglana         | Leoš Friedl       | Lucas Arnold Ker Martín García           | 6:3, 7:5            |
| Zwycięzca     | 5.  | 15 sierpnia 2004     | Sopot            | Ceglana         | Leoš Friedl       | Martín García Sebastián Prieto           | 2:6, 6:2, 6:3       |
| Zwycięzca     | 6.  | 13 lutego 2005       | Buenos Aires     | Ceglana         | Leoš Friedl       | José Acasuso Sebastián Prieto            | 6:2, 7:5            |
| Zwycięzca     | 7.  | 19 lutego 2005       | Costa do Sauipe  | Ceglana         | Leoš Friedl       | José Acasuso Ignacio González King       | 6:4, 6:4            |
| Zwycięzca     | 8.  | 10 kwietnia 2005     | Casablanca       | Ceglana         | Leoš Friedl       | Martín García Luis Horna                 | 6:4, 6:3            |
| Zwycięzca     | 9.  | 1 maja 2005          | Estoril          | Ceglana         | Leoš Friedl       | Juan Ignacio Chela Tommy Robredo         | 6:3, 6:4            |
| Zwycięzca     | 10. | 10 lipca 2005        | Gstaad           | Ceglana         | Leoš Friedl       | Michael Kohlmann Rainer Schüttler        | 7:6(6) 7:6(11)      |
| Finalista     | 8.  | 15 stycznia 2006     | Sydney           | Twarda          | Leoš Friedl       | Fabrice Santoro Nenad Zimonjić           | 1:6, 4:6            |
| Finalista     | 9.  | 5 lutego 2006        | Viña del Mar     | Ceglana         | Leoš Friedl       | José Acasuso Sebastián Prieto            | 6:7(2), 4:6         |
| Zwycięzca     | 11. | 19 lutego 2006       | Buenos Aires     | Ceglana         | Leoš Friedl       | Wasilis Mazarakis Boris Pašanski         | 6:1, 6:2            |
| Zwycięzca     | 12. | 5 marca 2006         | Acapulco         | Ceglana         | Leoš Friedl       | Potito Starace Filippo Volandri          | 7:5, 6:2            |
| Zwycięzca     | 13. | 6 sierpnia 2006      | Sopot            | Ceglana         | Leoš Friedl       | Martín García Sebastián Prieto           | 6:3, 7:5            |
| Finalista     | 10. | 15 października 2006 | Moskwa           | Dywanowa (hala) | Jaroslav Levinský | Fabrice Santoro Nenad Zimonjić           | 1:6, 5:7            |
| Finalista     | 11. | 29 października 2006 | Lyon             | Dywanowa (hala) | Jaroslav Levinský | Julien Benneteau Arnaud Clément          | 2:6, 7:6(3), 7–10   |
| Finalista     | 12. | 5 lutego 2007        | Zagrzeb          | Twarda (hala)   | Jaroslav Levinský | Michael Kohlmann Alexander Waske         | 6:7(5), 6:4, 5–10   |
| Zwycięzca     | 14. | 15 lipca 2007        | Gstaad           | Ceglana         | Pavel Vízner      | Marc Gicquel Florent Serra               | 7:5, 5:7, 10–7      |
| Zwycięzca     | 15. | 22 lipca 2007        | Stuttgart        | Ceglana         | Leoš Friedl       | Guillermo García-López Fernando Verdasco | 6:4, 6:4            |
| Zwycięzca     | 16. | 20 lipca 2008        | Amersfoort       | Ceglana         | Rogier Wassen     | Jesse Huta Galung Igor Sijsling          | 7:5, 7:5            |
| Finalista     | 13. | 8 lutego 2009        | Viña del Mar     | Ceglana         | Michal Mertiňák   | Pablo Cuevas Brian Dabul                 | 3:6, 3:6            |
| Zwycięzca     | 17. | 28 lutego 2009       | Acapulco         | Ceglana         | Michal Mertiňák   | Łukasz Kubot Oliver Marach               | 4:6, 6:4, 10–7      |
| Zwycięzca     | 18. | 19 lipca 2009        | Stuttgart        | Ceglana         | Michal Mertiňák   | Victor Hănescu Horia Tecău               | 7:5, 6:4            |
| Zwycięzca     | 19. | 2 sierpnia 2009      | Umag             | Ceglana         | Michal Mertiňák   | Johan Brunström Jean-Julien Rojer        | 6:4, 6:4            |
| Zwycięzca     | 20. | 27 września 2009     | Bukareszt        | Ceglana         | Michal Mertiňák   | Johan Brunström Jean-Julien Rojer        | 6:2, 6:4            |
| Finalista     | 14. | 25 października 2009 | Moskwa           | Twarda (hala)   | Michal Mertiňák   | Pablo Cuevas Marcel Granollers           | 6:4, 5:7, 8–10      |
| Zwycięzca     | 21. | 8 listopada 2009     | Walencja         | Twarda (hala)   | Michal Mertiňák   | Marcel Granollers Tommy Robredo          | 6:4, 6:3            |
| Finalista     | 15. | 9 stycznia 2010      | Ad-Dauha         | Twarda          | Michal Mertiňák   | Guillermo García López Albert Montañés   | 4:6, 5:7            |
| Finalista     | 16. | 1 sierpnia 2010      | Umag             | Ceglana         | Michal Mertiňák   | Leoš Friedl Filip Polášek                | 3:6, 6:7(7)         |
| Zwycięzca     | 22. | 3 października 2010  | Kuala Lumpur     | Twarda (hala)   | Michal Mertiňák   | Mariusz Fyrstenberg Marcin Matkowski     | 7:6(3), 7:6(5)      |
| Zwycięzca     | 23. | 1 maja 2011          | Belgrad          | Ceglana         | Filip Polášek     | Oliver Marach Alexander Peya             | 7:5, 6:2            |
| Zwycięzca     | 24. | 19 czerwca 2011      | 's-Hertogenbosch | Trawiasta       | Daniele Bracciali | Robert Lindstedt Horia Tecău             | 6:3, 2:6, 10–8      |
| Zwycięzca     | 25. | 31 lipca 2011        | Gstaad           | Ceglana         | Filip Polášek     | Christopher Kas Alexander Peya           | 6:3, 7:6(7)         |
| Finalista     | 17. | 24 lipca 2011        | Hamburg          | Ceglana         | Filip Polášek     | Oliver Marach Alexander Peya             | 4:6, 1:6            |
| Finalista     | 18. | 2 października 2011  | Kuala Lumpur     | Twarda (hala)   | Filip Polášek     | Eric Butorac Jean-Julien Rojer           | 1:6, 3:6            |
| Finalista     | 19. | 9 października 2011  | Tokio            | Twarda (hala)   | Filip Polášek     | Andy Murray Jamie Murray                 | 1:6, 4:6            |
| Zwycięzca     | 26. | 23 października 2011 | Moskwa           | Twarda (hala)   | Filip Polášek     | Carlos Berlocq David Marrero             | 6:3, 6:1            |
| Finalista     | 20. | 14 stycznia 2012     | Auckland         | Twarda          | Filip Polášek     | Oliver Marach Alexander Peya             | 3:6, 2:6            |
| Zwycięzca     | 27. | 6 maja 2012          | Monachium        | Ceglana         | Filip Polášek     | Xavier Malisse Dick Norman               | 6:4, 7:5            |
| Zwycięzca     | 28. | 28 lipca 2012        | Kitzbühel        | Ceglana         | Julian Knowle     | Dustin Brown Paul Hanley                 | 7:6(4), 3:6, 12–10  |
| Zwycięzca     | 29. | 21 października 2012 | Moskwa           | Twarda (hala)   | Michal Mertiňák   | Simone Bolelli Daniele Bracciali         | 7:5, 6:3            |
| Finalista     | 21. | 17 lutego 2013       | São Paulo        | Ceglana (hala)  | Michal Mertiňák   | Alexander Peya Bruno Soares              | 7:6(5), 2:6, 7–10   |
| Finalista     | 22. | 3 sierpnia 2013      | Kitzbühel        | Ceglana         | Lukáš Dlouhý      | Martin Emmrich Christopher Kas           | 4:6, 3:6            |
| Finalista     | 23. | 23 lutego 2014       | Delray Beach     | Twarda          | Michaił Jełgin    | Bob Bryan Mike Bryan                     | 2:6, 3:6            |
| Zwycięzca     | 30. | 27 lipca 2014        | Umag             | Ceglana         | Lukáš Rosol       | Dušan Lajović Franko Škugor              | 6:4, 7:6(5)         |
| Zwycięzca     | 31. | 19 października 2014 | Moskwa           | Twarda (hala)   | Jiří Veselý       | Sam Groth Chris Guccione                 | 7:6(2), 7:5         |
| Finalista     | 24. | 25 października 2015 | Moskwa           | Twarda (hala)   | Radu Albot        | Andriej Rublow Dmitrij Tursunow          | 6:2, 1:6, 6–10      |